# Носова перегородка
Носова́ перегоро́дка (лат. septum nasale), перегородка носа (septum nasi), часто неправильно як носова перетинка — шкірно-хрящево-кісткове утворення, розділяє ніс на дві ніздрі, а порожнину носа — на дві окремих ізольованих порожнини. Має змішану будову — попереду утворюється з шкіри, далі з хрящів та переходить у кістки. Носова перегородка забезпечує підтримку зовнішньої форми носа, часто розвивається з викривленнями. З точки зору медицини має значимість як місце переломів та місце оперативних втручань задля її відновлення. По обидва боки носова перегородка вистелена тонким шаром слизової оболонки із значним судинним сплетенням у ділянці хрящів, яке живить хрящі та є частою причиною носових кровотеч.

## Будова
М'ясисте зовнішнє закінчення носової перегородки іноді називають columella («стовпчик»). Носова перегородка містить кістки та гіалінові хрящі. Товщина її, як правило, сягає 2 мм.
Вона складається з п'яти елементів:
- перпендикулярна пластинка решітчастої кістки
- леміш
- хрящ перегородки
- гребінь верхньощелепної кістки
- гребінь піднебінної кістки

Кісткові елементи перегородки називаються кістковою носовою перегородкою (septum nasi osseum).
Опускання перегородки здійснюється м'язом-опускачем перегородки (musculus depressor septi nasi).

## Клінічне значення
Носова перегородка може відхилятись від центральної осі носа, такий стан називають викривлення носової перегородки, воно спричиняється травмою. Щоправда, незначне відхилення в один бік можна вважати нормою. Перегородка зазвичай знаходиться посередині до семи років, а після часто відхиляється в якусь із сторін внаслідок продовження росту хрящів.
Свищ у носовій перегородці може з'явитися внаслідок виразки, травми від іншорідного тіла, тривалого вдихання зварювального диму чи кокаїну.
Носова перегородка може уражуватись як доброякісними (фіброма, запальна гемангіома носової перегородки — «кровоточивий поліп» і т. ін.) та злоякісними пухлинами (карцинома плоских епітеліальних клітин, естезіонейробластома і т. ін.)
Операція з виправлення носової перегородки називається септопластикою.

## Косметичні процедури
Пірсинг носової перегородки переважно проводиться через м'які тканини, але також може проходити (частково) через хрящ носової перегородки.

## Додаткові ілюстрації

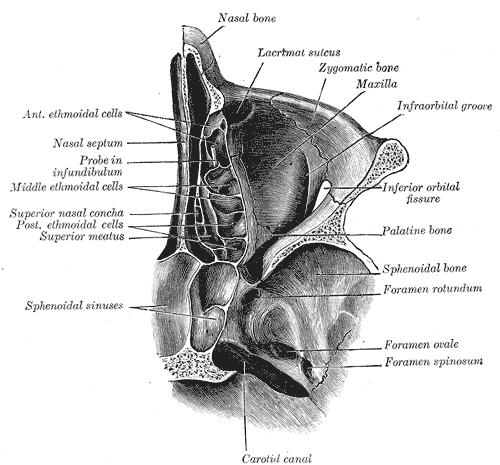
Горизонтальний зріз носової порожнини та очних ямок.
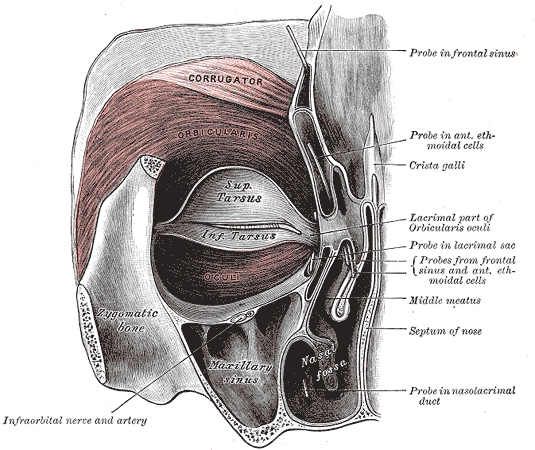
Ліва очниця, вигляд ззаду.
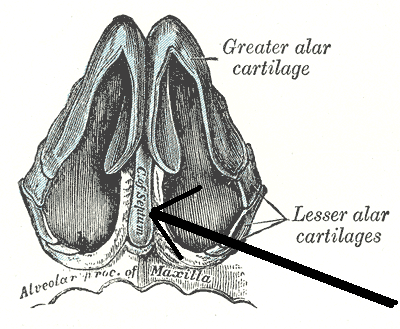
Хрящі носа, вигляд знизу
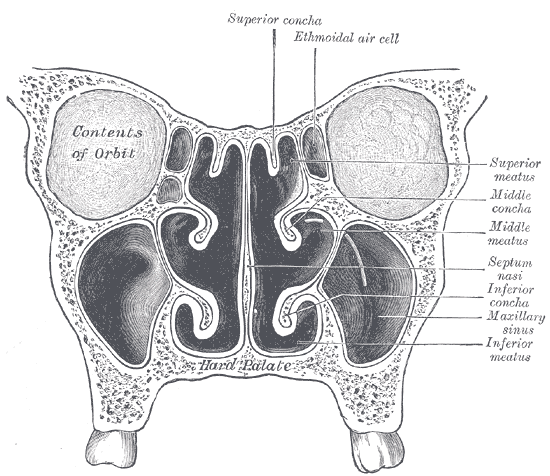
Фронтальний переріз носових порожнин.
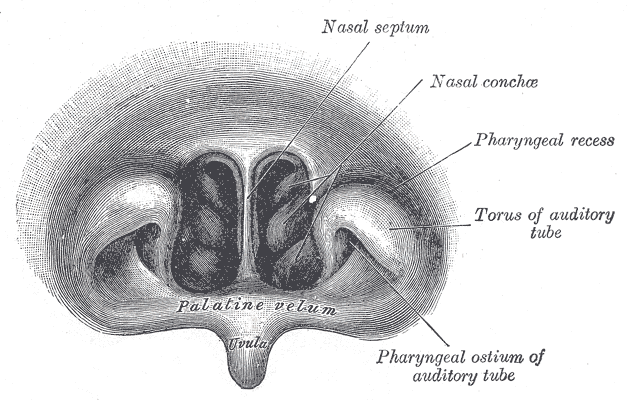
Перед носової частини глотки, як видно з ларингоскопа
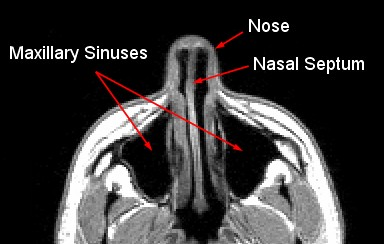
МРТ носової перегородки.
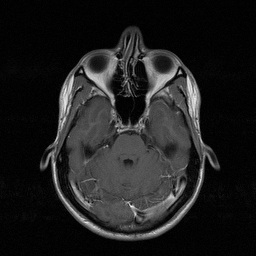
МРТ викривленої носової перегородки